# (38117) 1999 JH36
1999 JH36 (asteroide 38117) é um asteroide da cintura principal. Possui uma excentricidade de 0.17313050 e uma inclinação de 10.41670º.
Este asteroide foi descoberto no dia 10 de maio de 1999 por LINEAR em Socorro.